# Kreayshawn
Natassia Gail Zolot (San Francisco, Kalifornija, SAD, 24. rujna 1989.), poznatija po svom umjetničkom imenu Kreayshawn je američka reperica i spisateljica tekstova. Kreayshawn je kćer Elke Zolot, bivše članice punk grupe The Trashwomen iz San Francisca. Njeno umjetničko ime nastalo je iz riječi "creation" što znači stvaranje.

## Kontroverze
Reper Game je objavio pjesmu "Uncle Otis" s nepoštovanjem prema Kreayshawn, gdje je optužuje za korištenje rasnih pogrda. Game je izjavio "Ne možete se igrati s tom riječi, neki će je ljudi uzeti za ozbiljno, a posebno ako ta riječ ne dolazi od nekog tko nije crne rase. Postoji mnogo tragične povijesti iza te riječi."

## Diskografija

### Studijski albumi
- Somethin' Bout Kreay (2012.)

### Miksani albumi
- Kittys X Choppas (2010.)
- Kreayshawn X The Bay (2011.)

### Singlovi
| Godina | Singl                                               | Završne pozicije na top ljestvicama | Završne pozicije na top ljestvicama | Završne pozicije na top ljestvicama | Završne pozicije na top ljestvicama | Završne pozicije na top ljestvicama | Album                |
| Godina | Singl                                               | SAD                                 | SAD R&B                             | SAD Rap                             | UK                                  | UK R&B                              | Album                |
| ------ | --------------------------------------------------- | ----------------------------------- | ----------------------------------- | ----------------------------------- | ----------------------------------- | ----------------------------------- | -------------------- |
| 2011.  | "Gucci Gucci"                                       | 57                                  | 62                                  | 18                                  | 77                                  | 22                                  | Somethin' Bout Kreay |
| 2012.  | "Keep It Craccin'" (featuring V-Nasty & Snoop Dogg) | TBR                                 | TBR                                 | TBR                                 | TBR                                 | TBR                                 | Somethin' Bout Kreay |

### Gostujuće izvedbe
| Pjesma          | Godina | Album                   | Izvođač(i)                          |
| --------------- | ------ | ----------------------- | ----------------------------------- |
| "Stuntin Hard"  | 2011.  | Ballin' Wit no Deal 1.0 | G4 Boyz                             |
| "Murder"        | 2011.  | T.R.U. REALigion        | 2 Chainz                            |
| "Firetruck"     | 2011.  | Before Volume One       | The Madden Brothers, Hollywood Holt |
| "U Trippy Mane" | 2011.  | Blue Dream & Lean       | Juicy J                             |
| "Stop Square"   | 2012.  | Hey                     | Jultopia                            |
| "More Bitches"  | 2012.  | Doin Number$            | V-Nasty, Roach Gigz                 |

## Nagrade i nominacije
MTV Video Music Awards
| Godina | Nominirano djelo | Nagrada                                 | Rezultat   |
| ------ | ---------------- | --------------------------------------- | ---------- |
| 2011.  | Kreayshawn       | najbolji novi izvođač (Best New Aritst) | nominacija |

## Vanjske poveznice
- Službena stranica  Arhivirana inačica izvorne stranice od 1. ožujka 2012. (Wayback Machine)
- Kreayshawn na Twitteru
- Kreayshawn na MySpaceu